# FC 메탈루르흐 자포리자

FC 메탈루르흐 자포리자(우크라이나어: Футбо́льний Клуб Металу́рг Запорі́жжя)는 우크라이나의 축구 클럽으로 자포리자주의 자포리자를 연고지로 한다. 2013-14 시즌에서 우크라이나 프리미어리그에 참가하고 있다.

## 선수 명단

### 현역
- 데니스 할라타(2023 ~ )
- 세르히 바소프(2021 ~ )

## 역대 감독
| 감독            | 임기 |
| --------------- | ---- |
| 미하일로 포멘코 | 2003 |

틀:FC 메탈루르흐 자포리자 선수 명단